# ProSieben
ProSieben (vaak afgekort weergegeven als ‘Pro7’) is een Duitse commerciële tv-zender. Deze zender richt zich op een breed publiek met series, films, spelshows en andere amusementsprogramma's. Hij is min of meer te vergelijken met de Nederlandse zender SBS6. ProSieben begon met uitzenden op 1 januari 1989. ProSiebenSat1 is de eigenaar.

## Ontvangst
ProSieben is in Europa vrij te ontvangen via satellietpositie Astra 19,2°O. Daarnaast is de zender in Nederland ook Free-To-Air te ontvangen via Caiway. De zender is te ontvangen in het zenderpakket van KPN en Glashart Media. Bij Ziggo ontbreekt de zender in het zenderpakket. Andere commerciële Duitse zenders, zoals RTL Television en Sat.1 zijn wel te zien via Ziggo. In België was ProSieben te ontvangen via Telenet, maar in april 2013 heeft Telenet ProSieben van de kabel gehaald.

## Bekende programma's
- Die beste Show der Welt
- Circus Halligalli
- Schlag den Star
- Das Duell um die Welt
- Galileo
- Bundesvision Song Contest